# Sicherheits- und Gesundheitsschutzkoordinator

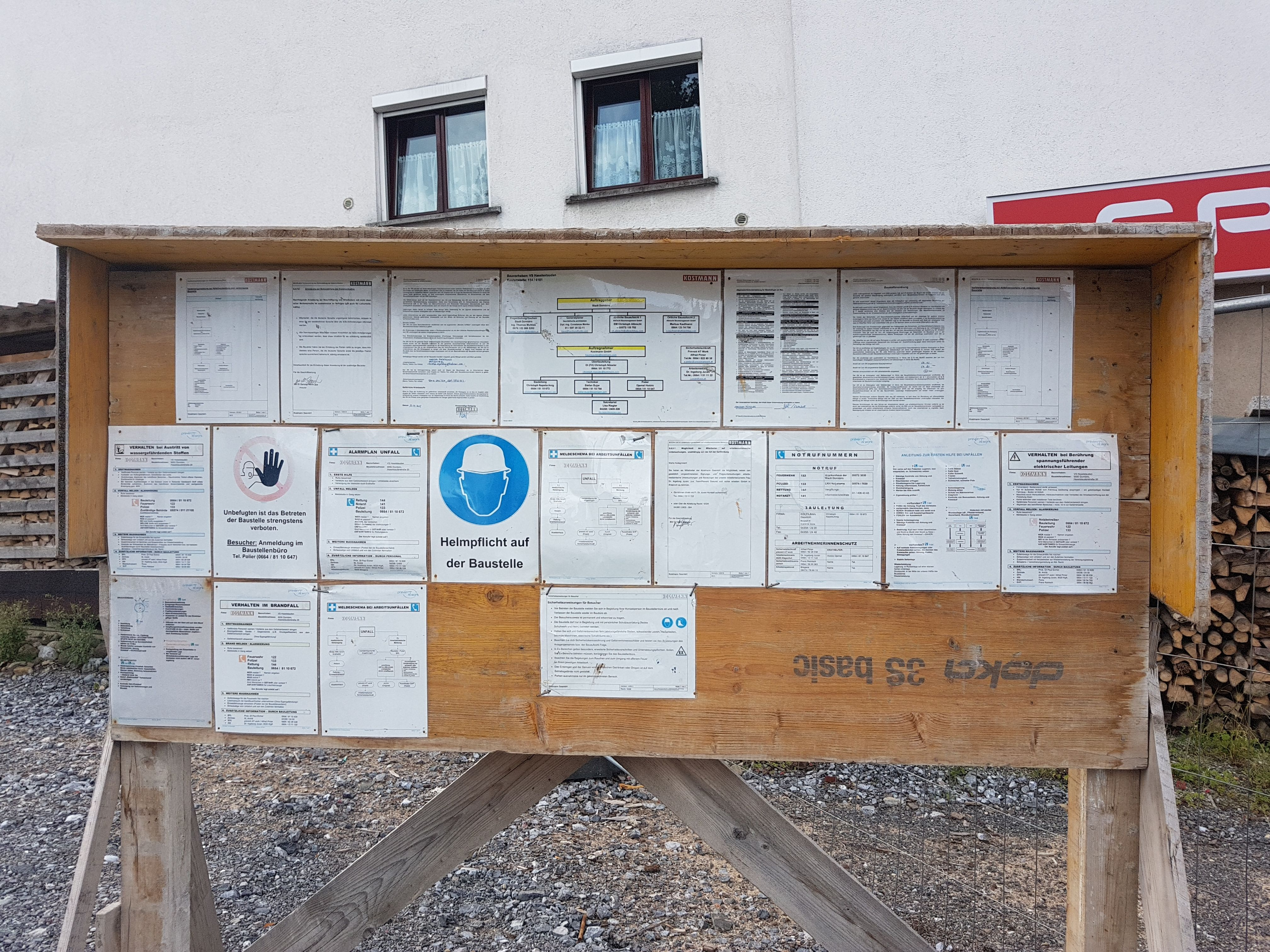
Informationstafel über den Sicherheits-, Unfall- und Arbeitsschutz auf einer Baustelle in Österreich, die durch einen Koordinator zu erstellen ist

Der Sicherheits- und Gesundheitsschutzkoordinator (SiGeKo) wird vom Bauherrn für Baustellen bestellt, sofern Beschäftigte mehrerer Unternehmer (Gewerke) auf der Baustelle tätig werden.
Der SiGe-Koordinator übernimmt nach § 3 der BaustellV (Verordnung über Sicherheit und Gesundheitsschutz auf Baustellen) Aufgaben während der Planung und Ausführung von Bauvorhaben. Er hat die erforderlichen Maßnahmen der Arbeitssicherheit und des Gesundheitsschutzes festzulegen, zu koordinieren und ihre Einhaltung zu überprüfen.
Der Bauherr wird durch die Bestellung eines geeigneten Koordinators nicht von seiner Verantwortung entbunden, seine Verpflichtungen nach BaustellV zu erfüllen (§ 3 Abs. 1a BaustellV).

## Bestellung
Seit 1999 werden Bauherren als Initiator eines Bauvorhabens (mit)verpflichtet, sich um den Gesundheitsschutz der auf der Baustelle tätigen Personen zu kümmern.
Um diesem Anspruch gerecht zu werden, benötigen viele Bauherren Unterstützung – dies leistet der SiGe-Koordinator.
Der Bauherr überträgt dem SiGeKo die Aufgaben nach § 3 Abs. 2 und 3 für die Planungs- und Ausführungsphase des Bauvorhabens. Die Aufgaben des SiGeKo können z. B. von Architekten, Ingenieuren und Staatlich geprüften Technikern übernommen werden, welche über die Qualifikationen nach Ziffern 4 und 5 der RAB 30 verfügen. Eine baubezogene Berufsausbildung reicht nicht aus. Die wichtigste Pflicht des Bauherrn nach Baustellenverordnung ist jedoch die Einwirkung auf die Umsetzung der „Allgemeinen Grundsätze des Arbeitsschutzes“ nach § 4 Arbeitsschutzgesetz. Hat der Bauherr einen SiGe-Koordinator für seine Baumaßnahme bestellt, so ist die Umsetzung des § 4 Arbeitsschutzgesetz die Grundlage der Beratungstätigkeit des Koordinators. Grundsätzlich hat der SiGe-Koordinator nach BaustellV kein Weisungsrecht den Baufirmen gegenüber, eine Sonderrolle nimmt „Gefahr im Verzug“ ein.
Die Leistungen eines Koordinators sind in der Regel zum Arbeitsschutz auf Baustellen (RAB) Nr. 30 beschrieben. Einerseits geben die RAB den Stand der Technik bezüglich Sicherheit und Gesundheitsschutz auf Baustellen wieder. Sie werden vom Ausschuss für Sicherheit und Gesundheitsschutz auf Baustellen (ASGB) aufgestellt und von ihm der Entwicklung angepasst. Andererseits wird in Fachkreisen die Wirksamkeit diskutiert, da die RAB 30 als unzureichend und oberflächlich angesehen wird.
Da jedoch im § 4 des Arbeitsschutzgesetzes der Stand der Technik berücksichtigt werden soll, wird die Umsetzung der RAB meist gefordert.

## Rechtliche Grundlage
Seit 1. Juli 1999 gilt die Verordnung über Sicherheit und Gesundheitsschutz auf Baustellen (Baustellenverordnung – BaustellV). Nach § 4 BaustellV Verordnung haben Bauherren als Veranlasser eines Bauvorhabens für eine wesentliche Verbesserung von Sicherheits- und Gesundheitsschutz der Beschäftigten auf Baustellen zu sorgen und die Maßnahmen nach § 2 und § 3 Abs. 1 BaustellV zu veranlassen. Diese Pflicht beinhaltet auch die Bestellung geeigneter Koordinatoren, sofern der Bauherr – mangels eigener Fachkenntnisse – die Aufgaben des Koordinators (siehe Regeln zum Arbeitsschutz auf Baustellen (RAB 30) – „Geeigneter Koordinator“ -Ziffer 3) nicht selbst wahrnehmen kann.
Allerdings gehen aus der Baustellenverordnung keinerlei Bedingungen für die Eignung hervor, auch keinerlei Verweis auf weitere Merkblätter oder Vorschriften, wie z. B. die RAB – wobei in der Praxis zur Beurteilung einer Eignung wohl immer die RAB herangezogen wird.

## Ausbildung
Geeigneter Koordinator im Sinne der RAB ist, wer über ausreichende und einschlägige
- baufachliche Kenntnisse verfügt,
- arbeitsschutzfachliche Kenntnisse und
- Koordinatorenkenntnisse sowie
- mindestens zweijährige berufliche Erfahrung

verfügt, wie sie in RAB 30 aufgeführt sind (siehe dazu auch die Einstufung von Planungs- und Baumaßnahmen in Anlage A zur RAB 30).
Die Ausbildungsinhalte zum Erwerb der arbeitsschutzfachlichen und speziellen Koordinatorenkenntnisse sind in den Anlagen B und C zur RAB 30 beschrieben und können bei qualifizierten Lehrgangsträgern erworben werden. Die Lehrgänge umfassen mindestens 32 Lehreinheiten, bei bestandener Prüfung wird ein Zertifikat erteilt.
Die Erfahrungen der letzten Jahre zeigen jedoch, dass eine Ausbildung nach RAB 30 in der Regel nicht ausreichend ist. Ein guter Sicherheits-Koordinator benötigt sehr umfangreiche arbeitsschutzfachliche Kenntnisse sowie soziale Kompetenz. Diese Inhalte werden jedoch in einer Ausbildung nach RAB 30 nur in sehr eingeschränktem Umfang bzw. gar nicht vermittelt.
Daher ist es sinnvoll, z. B. zusätzlich die Qualifikation als Fachkraft für Arbeitssicherheit zu erwerben.

## Organisatorisch

### Vorankündigung
Die Vorankündigung einer Baumaßnahme hat durch den Bauherrn spätestens zwei Wochen vor Baubeginn bei der zuständigen Arbeitsschutzbehörde (z. B. Gewerbeaufsicht oder Amt für Arbeitsschutz) zu erfolgen. Die Vorankündigung ist zu erstellen, wenn entweder der Gesamtumfang der Arbeiten 500 Personentage überschreitet oder alternativ der Umfang der Arbeiten 30 Tage überschreitet und mehr als 20 Beschäftigte gleichzeitig über mindestens eine Arbeitsschicht tätig werden ("Großbaustelle" im Sinne der BaustellV). Das "normale" Einfamilienhaus ist nicht voranzukündigen. Die Erstellung einer Vorankündigung kann gegebenenfalls der Koordinator übernehmen, unterschreiben sollte der Bauherr (bzw. der Verantwortliche Dritte) als Normadressat der BaustellV. Eine Regelung zur Unterschrift – analog eines Bauantrages oder einer Baubeginnanzeige – gibt es bei der BaustellV nicht und ist auch behörden- oder verwaltungsintern nicht einheitlich (meist gar nicht) geregelt.

### Sicherheits- und Gesundheitsschutzplan
Ein Sicherheits- und Gesundheitsschutzplan (SiGePlan) muss erstellt werden, wenn auf einer Baustelle Beschäftigte mehrerer Arbeitgeber tätig werden und besonders gefährliche Arbeiten nach Anhang II BaustellV (z. B. Absturz aus einer Höhe von mehr als 7 m, Umgang mit Asbest) ausgeführt werden oder alternativ, wenn Beschäftigte mehrerer Arbeitgeber tätig werden und eine Vorankündigung erstellt werden muss.
Die Erstellung des SiGePlans ist während der Planung der Bauausführungen zu erarbeiten.
Der SiGePlan ist nach RAB 31 („Sicherheits- und Gesundheitsschutzplan“) zu erstellen und muss die für die betreffende Baustelle anzuwendenden
- Maßnahmen zum Schutz vor gewerkübergreifenden Gefährdungen (z. B.: getroffen werden durch herabfallende Gegenstände, Lärm, Staub) bei der Zusammenarbeit mehrerer Arbeitgeber und
- Maßnahmen zur gemeinsamen Nutzung sicherheitstechnischer Einrichtungen (z. B. Gerüste, Seitenschutz)
- räumliche und zeitliche Arbeitsabläufe
- gewerkbezogene Gefährdungen

erkennen lassen und besondere Maßnahmen für die besonders gefährlichen Arbeiten (nach Anhang II der BaustellV) enthalten.

### Unterlage für spätere Arbeiten an der baulichen Anlage
Mit der Unterlage schafft der Bauherr/Koordinator eine Voraussetzung für die sicherheits- und gesundheitsgerechte Gestaltung der späteren Instandhaltungsarbeiten und damit auch für eine langfristig wirtschaftliche Nutzung und Instandhaltung der baulichen Anlage. Die Unterlage ist zu erstellen, wenn mehr als ein Arbeitgeber an der Ausführung der Baumaßnahme beteiligt ist. Die Unterlage ist schon in der Planungsphase zu konzipieren und in der Bauphase zu überarbeiten und anzupassen.
Die Unterlage ermöglicht durch die eingeplanten technischen Schutzeinrichtungen ein sicheres und gesundheitsgerechtes Arbeiten an der baulichen Anlage (z. B. Wartungs-, Inspektions- und Instandsetzungsarbeiten).
Eine Unterlage nach § 3 Abs. 2 BaustellV ist entsprechend RAB 32 („Unterlage für spätere Arbeiten“) zusammenzustellen, die beispielhaft Anforderungen an Inhalt und Form der Unterlage aufzeigt.

#### Erforderliche Angaben
- Teil der baulichen Anlage
- Art der Arbeit
- Gefahren
- Angaben zu Sicherheit und Gesundheitsschutz

#### Weitere Angaben
Die Unterlage kann zusätzlich weitere Angaben enthalten, um zum Beispiel eine erhöhte Planungssicherheit zu erreichen, dem Bauherrn weitere Hinweise zu den späteren Arbeiten zu geben und den Unternehmern, die mit den späteren Arbeiten beauftragt werden, die sichere Durchführung dieser Arbeiten ermöglichen. Der Unternehmer kann die Unterlage für die Erstellung der Gefährdungsbeurteilung gem. Arbeitsschutzgesetz für die geplanten Arbeiten nutzen.
Weitere Angaben können zum Beispiel sein:
- Häufigkeit der wiederkehrenden Arbeiten
- Aufbewahrungsort von sicherheitstechnischen Einrichtungen
- wie erfolgt der sicherer Zugang zum Dach
- Anschlagpunkte für das Einhängen des Sicherheitsgeschirrs
- Dokumentation der Lage und der Ausführung der Dauergerüstanker an der Fassade.

Weiterhin ist die DIN 4426 „Einrichtungen zur Instandhaltung baulicher Anlagen – Sicherheitstechnische Anforderungen an Arbeitsplätze und Verkehrswege – Planung und Ausführung“ als Konkretisierung der Baustellenverordnung bei der Planung der späteren Instandhaltungsarbeiten zu berücksichtigen.

### Informationen
- Text der Baustellenverordnung
- Regeln zum Arbeitsschutz auf Baustellen (RAB)
- Bundesanstalt für Arbeitsschutz und Arbeitsmedizin (BAuA)
- Verband der Sicherheits- und Gesundheitsschutzkoordinatoren Deutschlands e. V. (V.S.G.K.)
- Adressdatenbank für SiGe-Koordinatoren
- Regelungen für den Sicherheitskoordinator und dem Sigeplan